# Daytona 24-timmars

Karta över sportvagnsbanan.

Daytona 24-timmars, officiellt Rolex 24 at Daytona är en långdistanslopp för sportvagnar på Daytona International Speedway i Daytona Beach, Florida. Loppet är sanktionerat av International Motor Sports Association och är det inledande loppet i IMSA Sportscar Championship.
Tävlingen hålls i månadsskiftet januari – februari som en del av Speedweeks och är årets första stora biltävling i USA. Banan är till stora delar gemensam med Nascar-triovalen, med dess velodromkurvor.

## Historia
Den första tävlingen i sportvagns-VM hölls 1962, ett par år efter att banan stod klar. Tävlingen gick över tre timmar, men till 1964 förlängdes distansen till 2000 km. Sedan 1966 är tävlingsdistansen 24 timmar, samma som i Le Mans 24-timmars.
Efter 1974 ingick tävlingen även i den amerikanska IMSA GT Championship och efter 1981 ströks tävlingen ur VM-kalendern.

## Vinnare
| År                 | Förare | Bil                               | Mästerskap                         |
| Distans: 3 timmar  | Distans: 3 timmar                                                                                         | Distans: 3 timmar                 | Distans: 3 timmar                  |
| ------------------ | --- | --------------------------------- | ---------------------------------- |
| 1962               | Dan Gurney                                                                                                | Lotus 19B-Coventry Climax         | Sportvagns-VM                      |
| 1963               | Pedro Rodríguez                                                                                           | Ferrari 250 GTO                   | Sportvagns-VM                      |
| Distans: 2000 km   | |                                   |                                    |
| 1964               | Pedro Rodríguez Phil Hill                                                                                 | Ferrari 250 GTO                   | Sportvagns-VM                      |
| 1965               | Ken Miles Lloyd Ruby                                                                                      | Ford GT40                         | Sportvagns-VM                      |
| Distans: 24 timmar | |                                   |                                    |
| 1966               | Ken Miles Lloyd Ruby                                                                                      | Ford GT40                         | Sportvagns-VM                      |
| 1967               | Lorenzo Bandini Chris Amon                                                                                | Ferrari 330 P4                    | Sportvagns-VM                      |
| 1968               | Vic Elford Jochen Neerpasch Rolf Stommelen Jo Siffert Hans Herrmann                                       | Porsche 907                       | Sportvagns-VM                      |
| 1969               | Mark Donohue Chuck Parsons                                                                                | Lola T70-Chevrolet                | Sportvagns-VM                      |
| 1970               | Pedro Rodríguez Leo Kinnunen Brian Redman                                                                 | Porsche 917                       | Sportvagns-VM                      |
| 1971               | Pedro Rodríguez Jackie Oliver                                                                             | Porsche 917                       | Sportvagns-VM                      |
| Distans: 6 timmar  | |                                   |                                    |
| 1972               | Mario Andretti Jacky Ickx                                                                                 | Ferrari 312PB                     | Sportvagns-VM                      |
| Distans: 24 timmar | |                                   |                                    |
| 1973               | Peter Gregg Hurley Haywood                                                                                | Porsche 911 Carrera RSR           | Sportvagns-VM                      |
| 1974               | Kördes ej på grund av oljekrisen.                                                                         | Kördes ej på grund av oljekrisen. | Kördes ej på grund av oljekrisen.  |
| 1975               | Peter Gregg Hurley Haywood                                                                                | Porsche 911 Carrera RSR           | Sportvagns-VM IMSA GT Championship |
| 1976               | Peter Gregg Brian Redman John Fitzpatrick                                                                 | BMW 3.0 CSL                       | IMSA GT Championship               |
| 1977               | Hurley Haywood John Graves Dave Helmick                                                                   | Porsche 911 Carrera RSR           | Sportvagns-VM IMSA GT Championship |
| 1978               | Peter Gregg Rolf Stommelen Toine Hezemans                                                                 | Porsche 935                       | Sportvagns-VM IMSA GT Championship |
| 1979               | Hurley Haywood Ted Field Danny Ongais                                                                     | Porsche 935                       | Sportvagns-VM IMSA GT Championship |
| 1980               | Rolf Stommelen Volkert Merl Reinhold Joest                                                                | Porsche 935                       | Sportvagns-VM IMSA GT Championship |
| 1981               | Bobby Rahal Brian Redman Bob Garretson                                                                    | Porsche 935                       | Sportvagns-VM IMSA GT Championship |
| 1982               | John Paul Sr. John Paul Jr. Rolf Stommelen                                                                | Porsche 935                       | IMSA GT Championship               |
| 1983               | A J Foyt Preston Henn Bob Wollek Claude Ballot-Léna                                                       | Porsche 935                       | IMSA GT Championship               |
| 1984               | Sarel van der Merwe Tony Martin Graham Duxbury                                                            | March 83G-Porsche                 | IMSA GT Championship               |
| 1985               | A J Foyt Bob Wollek Al Unser Sr. Thierry Boutsen                                                          | Porsche 962                       | IMSA GT Championship               |
| 1986               | Al Holbert Derek Bell Al Unser Jr.                                                                        | Porsche 962                       | IMSA GT Championship               |
| 1987               | Al Holbert Derek Bell Chip Robinson Al Unser Jr.                                                          | Porsche 962                       | IMSA GT Championship               |
| 1988               | Raul Boesel Martin Brundle John Nielsen Jan Lammers                                                       | Jaguar XJR-9                      | IMSA GT Championship               |
| 1989               | John Andretti Derek Bell Bob Wollek                                                                       | Porsche 962                       | IMSA GT Championship               |
| 1990               | Davy Jones Jan Lammers Andy Wallace                                                                       | Jaguar XJR-12                     | IMSA GT Championship               |
| 1991               | Hurley Haywood Louis Krages Frank Jelinski Henri Pescarolo Bob Wollek                                     | Porsche 962                       | IMSA GT Championship               |
| 1992               | Masahiro Hasemi Kazuyoshi Hoshino Toshio Suzuki                                                           | Nissan R91CP                      | IMSA GT Championship               |
| 1993               | P. J. Jones Mark Dismore Rocky Moran                                                                      | Eagle MkIII-Toyota                | IMSA GT Championship               |
| 1994               | Paul Gentilozzi Scott Pruett Butch Leitzinger Steve Millen                                                | Nissan 300ZX                      | IMSA GT Championship               |
| 1995               | Jürgen Lässig Christophe Bouchut Giovanni Lavaggi Marco Werner                                            | Kremer K8 Spyder-Porsche          | IMSA GT Championship               |
| 1996               | Wayne Taylor Scott Sharp Jim Pace                                                                         | Riley & Scott MkIII-Oldsmobile    | IMSA GT Championship               |
| 1997               | Rob Dyson James Weaver Butch Leitzinger Andy Wallace John Paul Jr. Elliott Forbes-Robinson John Schneider | Riley & Scott MkIII-Ford          | IMSA GT Championship               |
| 1998               | Mauro Baldi Arie Luyendyk Gianpiero Moretti Didier Theys                                                  | Ferrari 333 SP                    | U.S. Road Racing Championship      |
| 1999               | Elliott Forbes-Robinson Butch Leitzinger Andy Wallace                                                     | Riley & Scott MkIII-Ford          | U.S. Road Racing Championship      |
| 2000               | Olivier Beretta Dominique Dupuy Karl Wendlinger                                                           | Dodge Viper GTS-R                 | Rolex Sports Car Series            |
| 2001               | Ron Fellows Chris Kneifel Franck Fréon Johnny O'Connell                                                   | Chevrolet Corvette C5-R           | Rolex Sports Car Series            |
| 2002               | Didier Theys Fredy Lienhard Max Papis Mauro Baldi                                                         | Dallara SP1- Judd                 | Rolex Sports Car Series            |
| 2003               | Kevin Buckler Michael Schrom Timo Bernhard Jörg Bergmeister                                               | Porsche 911 GT3-RS                | Rolex Sports Car Series            |
| 2004               | Christian Fittipaldi Terry Borcheller Forest Barber Andy Pilgrim                                          | Doran JE4-Pontiac                 | Rolex Sports Car Series            |
| 2005               | Max Angelelli Wayne Taylor Emmanuel Collard                                                               | Riley MkXI-Pontiac                | Rolex Sports Car Series            |
| 2006               | Scott Dixon Dan Wheldon Casey Mears                                                                       | Riley MkXI-Lexus                  | Rolex Sports Car Series            |
| 2007               | Juan Pablo Montoya Salvador Durán Scott Pruett                                                            | Riley MkXI-Lexus                  | Rolex Sports Car Series            |
| 2008               | Juan Pablo Montoya Dario Franchitti Scott Pruett Memo Rojas                                               | Riley MkXI-Lexus                  | Rolex Sports Car Series            |
| 2009               | David Donohue Antonio García Darren Law Buddy Rice                                                        | Riley MkXI-Porsche                | Rolex Sports Car Series            |
| 2010               | João Barbosa Terry Borcheller Ryan Dalziel Mike Rockenfeller                                              | Riley MkXI-Porsche                | Rolex Sports Car Series            |
| 2011               | Joey Hand Graham Rahal Scott Pruett Memo Rojas                                                            | Riley MkXI-BMW                    | Rolex Sports Car Series            |
| 2012               | A.J. Allmendinger Oswaldo Negri John Pew Justin Wilson                                                    | Riley MkXXVI-Ford                 | Rolex Sports Car Series            |
| 2013               | Juan Pablo Montoya Charlie Kimball Scott Pruett Memo Rojas                                                | Riley MkXXVI-BMW                  | Rolex Sports Car Series            |
| 2014               | João Barbosa Christian Fittipaldi Sébastien Bourdais                                                      | Coyote Corvette DP-Chevrolet      | United SportsCar Championship      |
| 2015               | Scott Dixon Tony Kanaan Kyle Larson Jamie McMurray                                                        | Riley MkXXVI-Ford                 | United SportsCar Championship      |
| 2016               | Ed Brown Johannes van Overbeek Scott Sharp Pipo Derani                                                    | Ligier JS P2-HPD                  | Weathertech Sportscar Championship |
| 2017               | Max Angelelli Jeff Gordon Jordan Taylor Ricky Taylor                                                      | Dallara-Cadillac DPi-V.R          | Weathertech Sportscar Championship |
| 2018               | Filipe Albuquerque João Barbosa Christian Fittipaldi                                                      | Cadillac DPi-V.R                  | Weathertech Sportscar Championship |
| 2019               | Fernando Alonso Kamui Kobayashi Jordan Taylor Renger van der Zande                                        | Cadillac DPi-V.R                  | Weathertech Sportscar Championship |
| 2020               | Ryan Briscoe Scott Dixon Kamui Kobayashi Renger van der Zande                                             | Cadillac DPi-V.R                  | Weathertech Sportscar Championship |
| 2021               | Filipe Albuquerque Hélio Castroneves Alexander Rossi Ricky Taylor                                         | Acura ARX-05                      | Weathertech Sportscar Championship |
| 2022               | Tom Blomqvist Hélio Castroneves Oliver Jarvis Simon Pagenaud                                              | Acura ARX-05                      | IMSA Sportscar Championship        |
| 2023               | Tom Blomqvist Hélio Castroneves Colin Braun Simon Pagenaud                                                | Acura ARX-06                      | IMSA Sportscar Championship        |
| 2024               | Dane Cameron Matt Campbell Felipe Nasr Josef Newgarden                                                    | Porsche 963                       | IMSA Sportscar Championship        |
| 2025               | Felipe Nasr Nick Tandy Laurens Vanthoor                                                                   | Porsche 963                       | IMSA Sportscar Championship        |